# Воковице
Воковице (чеш. Vokovice) — кадастровая территория и городская часть Праги, которая находится в районе Прага 6. Располагается между микрорайонами Дейвице, Либоц, Велеславин, Стршешовице и Небушице. На ней располагается две станции метро — Надражи Велеславин и Боржиславка.

## История

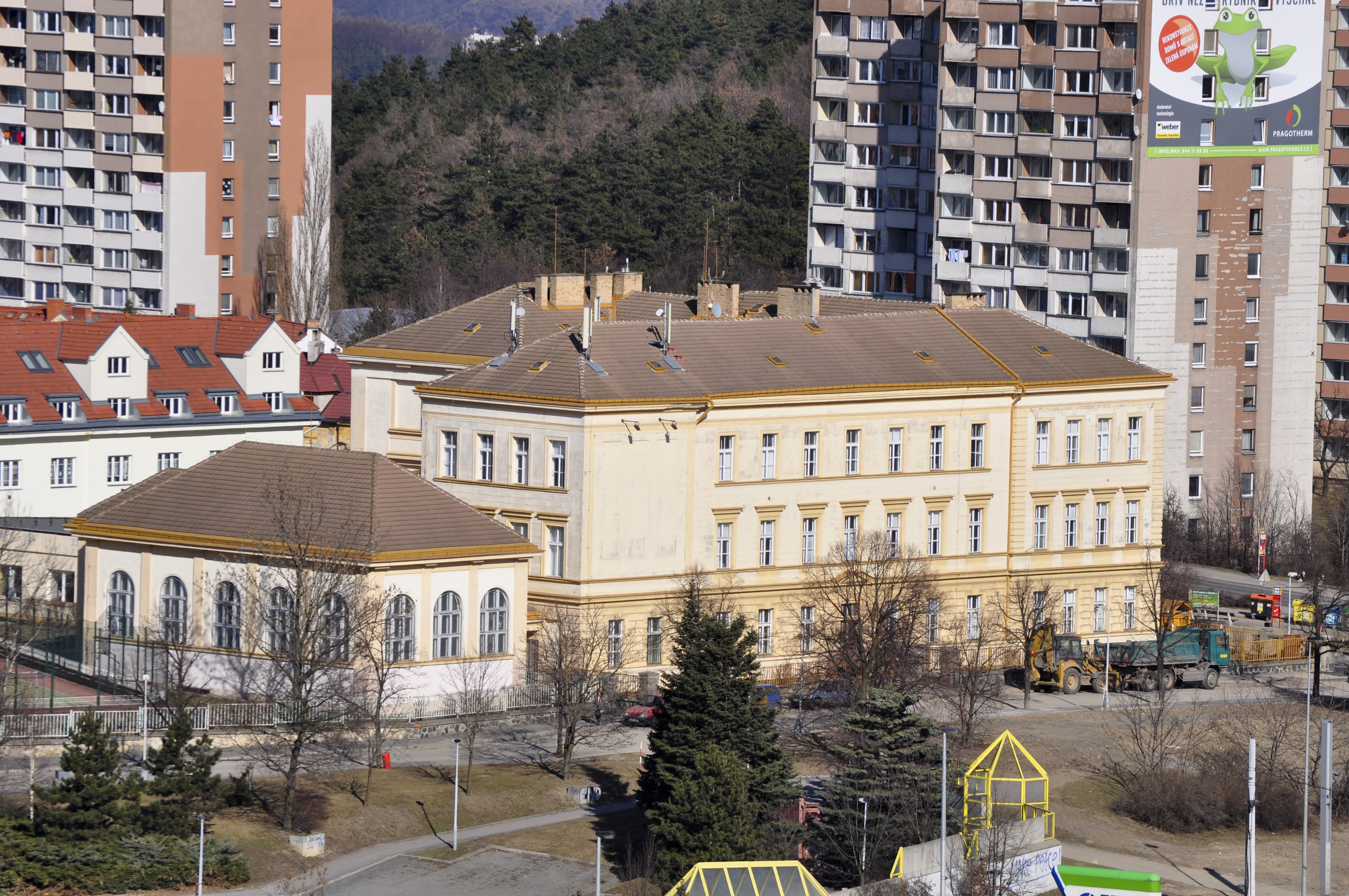
Начальная школа Воковице

Современные Воковице появились в 1922 году, когда в них жил 2021 человек. Они были сформированы из трёх частей — «Старые Воковице» (чеш. Staré Vokovice), «Новые Воковице» (чеш. Nové Vokovice) и микрорайон «Червены Врх» (чеш. Červený Vrch).

### Старые Воковице
Первое упоминание датируется 1370 годом. Первоначальным центром деревни была большая усадьба, вокруг которой было несколько хозяйств, владельцем усадьбы был капитул Святого Вита. В начале XV века, в деревне было две усадьбы, одна из которых принадлежала Пражской архиепархии. Во время гуситских войн, деревня серьёзно пострадала. До середины XVI века усадьбы принадлежали различным владельцам, и в 1570 году вернулось во владение пражского капитула. Деревня не пострадала во время тридцатилетней войны. В 1800 году в деревне была построена церковь. В начале XIX века, после открытия залежей каменного угля и железной руды в Кладно, были проведены геологические изыскания и на вершине Червены Врх были обнаружены залежи железной руды. Во второй половине XIX века, были построены первые шахты для добычи железной руды, после чего население деревни стало быстро расти. Последние шахты были закрыты в начале XX века. В 80-е годы XIX века, в деревне, была открыта первая начальная школа. В 1922 году деревня была присоединена к Праге.

### Новые Воковице
Строительство этой части Воковиц началось в первой половине XX века. Эта часть Воковиц находится севернее от железнодорожного вокзала «Прага — Велеславин», начальной школы и улицы Европейской. Несколько десятков лет рядом находилась кондитерская фабрика и ареал исследовательского института телевизионной техники. 

### Червены Врх

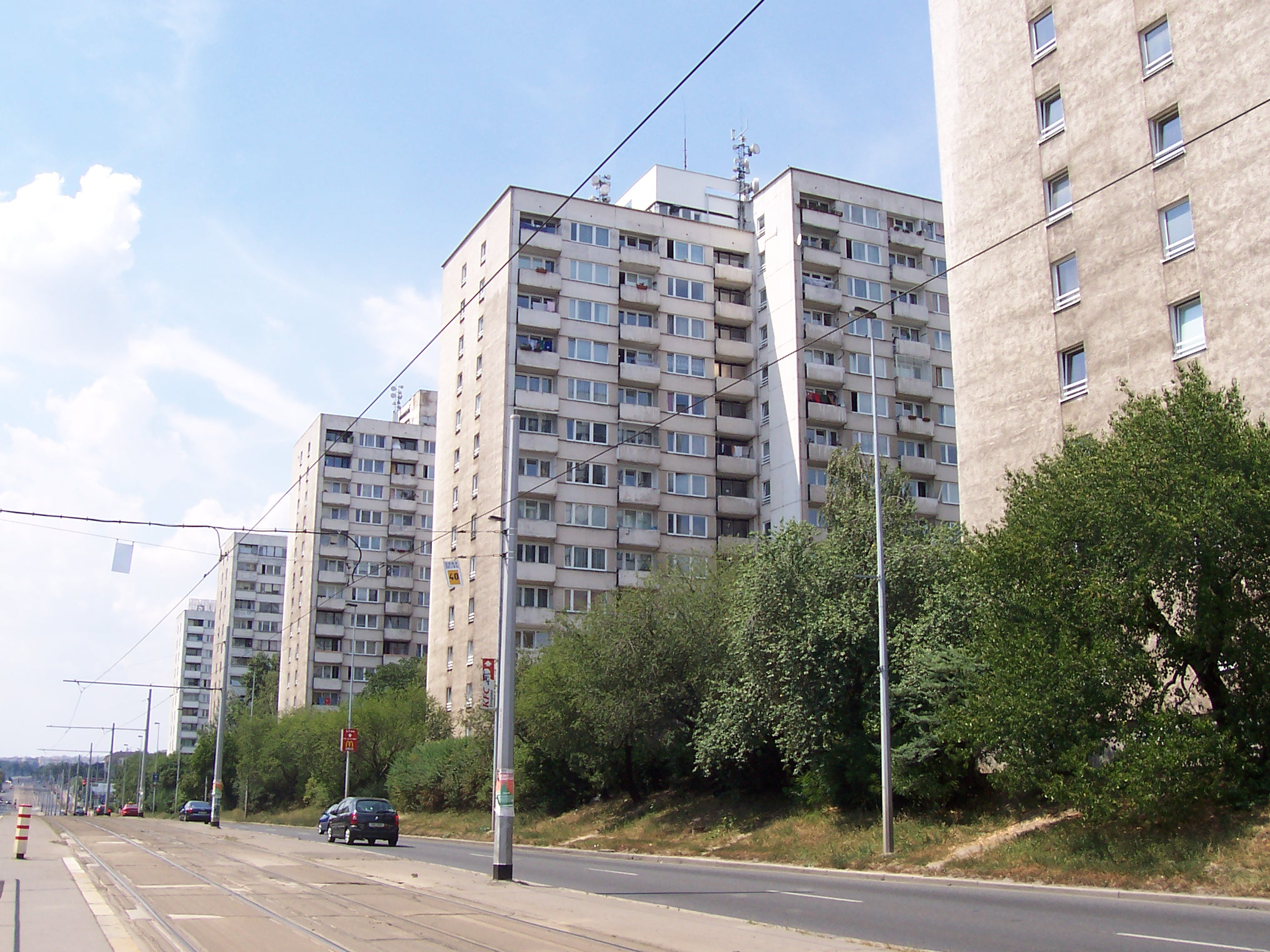
Панельный микрорайон Червены Врх

В восточной части района Воковице, по обе стороны улицы Европейской в период с 1960 года по 1972 года, был построен панельный жилой комплекс. Комлпекс был назван в честь холма Червены Врх (327 метров над уровнем моря). Название происходит от цвета железной почвы, которую тут добывали во второй половине XIX века.